# Boheme
Boheme е вторият студиен албум на френското ню ейдж дуо Дийп Форест, издаден е в повече от 35 държави и е носител на награда Грами в категорията Най-добър уърлд албум. За разлика от албума „Deep Forest“ в този си проект Санчез и Муке залагат почти само на използването на семпли от Евразия, променяйки изцяло звученето, което са предложили в дебютното си издание. Албумът използва изключително много семпли от източноевропейските цигани живеещи в област Бохемия откъдето и името на самия албум. Дуото също така смесва електронна музика с традиционни унгарски песни, сред които е и един от най-големите им хитове „Marta's Song“.
Песента „Bulgarian Melody“ използва текст от българска народна песен, но изпята от унгарската певица Марта Себестен. Въпреки че името на песента предполага използването на българска народна музика, това е единствената песен в албума, в която не са използвани нито електронни семпли, нито оригинално етно звучене, а само пиано и вокали.
Песента „Lament“ е единствената песен, в която са използвани само семпли от Азия и по-конкретно текстът на монголска народна песен.
Около песента „Freedom Cry“ възниква скандал, защото се оказва, че вокалът в песента Карой „Хутян“ Рошташ фактически никога не е получавал заплащане за придобиване на авторски права над записите му, нито семейството му след смъртта му през 1986 година. Самите Дийп Форест използват готов семпъл записан преди повече от десетилетие от Клод Флажел, който твърди, че е платил 1500 форинта на Рошташ. Случаят е документиран и през 1996 г. издаден като документален филм със заглавието „Хутян“.

## Песни
1. „Anasthasia“
2. „Bohemian Ballet“
3. „Marta's Song“
4. „Gathering“
5. „Lament“
6. „Bulgarian Melody“
7. „Deep Folk Song“
8. „Freedom Cry“
9. „Twosome“
10. „Cafe Europa“
11. „Katharina“
12. „Boheme“
13. „While The Earth Sleeps“ (бонус песен за европейското издание)